# Pont du Lycée (Mont-de-Marsan)
Le pont du Lycée est un ouvrage d'art situé sur la commune de Mont-de-Marsan, dans le département français des Landes.

## Présentation
Le pont franchit la Douze et relie la rue du 8-Mai-1945, côté sud, à l'avenue Victor-Duruy, côté nord, donnant accès à la place Francis-Planté.

### Historique
Une première passerelle piétonne est édifiée en 1819 en bois de pin au moyen d'une souscription pour relier le centre historique de Mont-de-Marsan à Nonères, alors commune autonome limitrophe qui deviendra un simple quartier en 1866. Elle est reconstruite en 1827 en bois de chêne, figure sur le plan général de la ville de Mont-de-Marsan de 1845, est réparée en 1847 puis restaurée en 1858.
La construction du lycée Victor-Duruy, inauguré le 15 octobre 1866, motive la reconstruction à cet endroit d'un pont en pierre en 1869-1870. Celui-ci permet le franchissement des attelages venant du nord qui, jusqu'à cette date, devaient passer par pont de la Porte-Campet, encombrant ainsi l'étroite rue Armand-Dulamon. 
À l'occasion de la venue du Président de la République Raymond Poincaré à Mont-de-Marsan pour les fêtes présidentielles du 6 octobre 1913, le pont est orné d'un arc de triomphe portant l'inscription « Vive la France ! Vive la République ! ».
L'aspect actuel du pont du Lycée date de 1972, année où son tablier est élargi sous le mandat du maire Charles Lamarque-Cando.

### Nom
Son nom primitif est « pont de la Pépinière », en raison de sa proximité avec Pépinière départementale créée en 1813 (devenue depuis le parc Jean-Rameau) afin de fournir les grands propriétaires défricheurs du département et les communes en plantations nouvelles. Sur une délibération du conseil municipal de 1859 relative à la construction du lavoir de la Pépinière, le pont est indiqué « pont de la Caserne », du nom de la caserne départementale de gendarmerie qui occupe, de 1849 à 1977, le côté ouest de la rue du 8-mai-1945, sur la rive gauche de la Douze. Il est renommé « pont du Lycée » après l'ouverture du lycée Victor-Duruy en 1866.

## Galerie

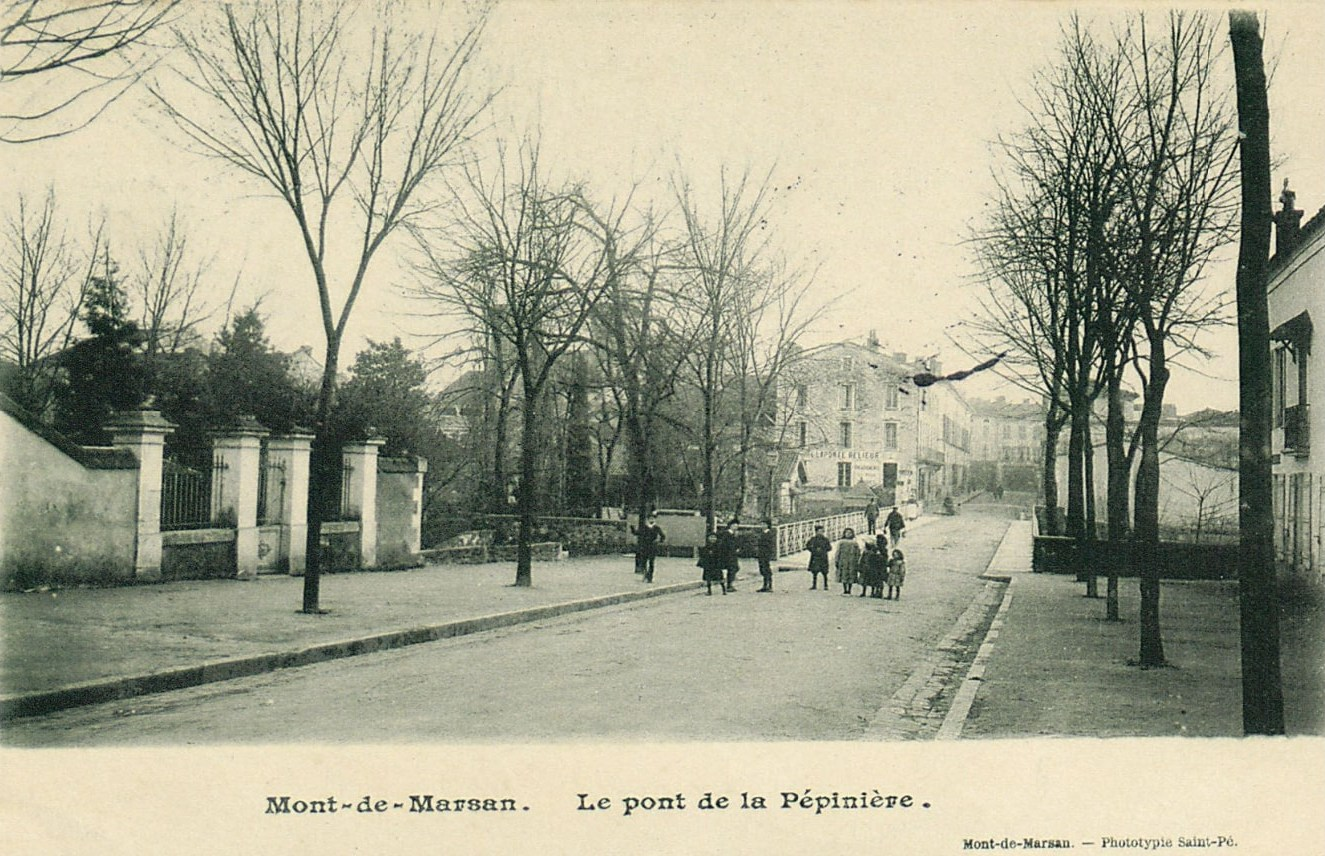
Pont de la Pépinière.
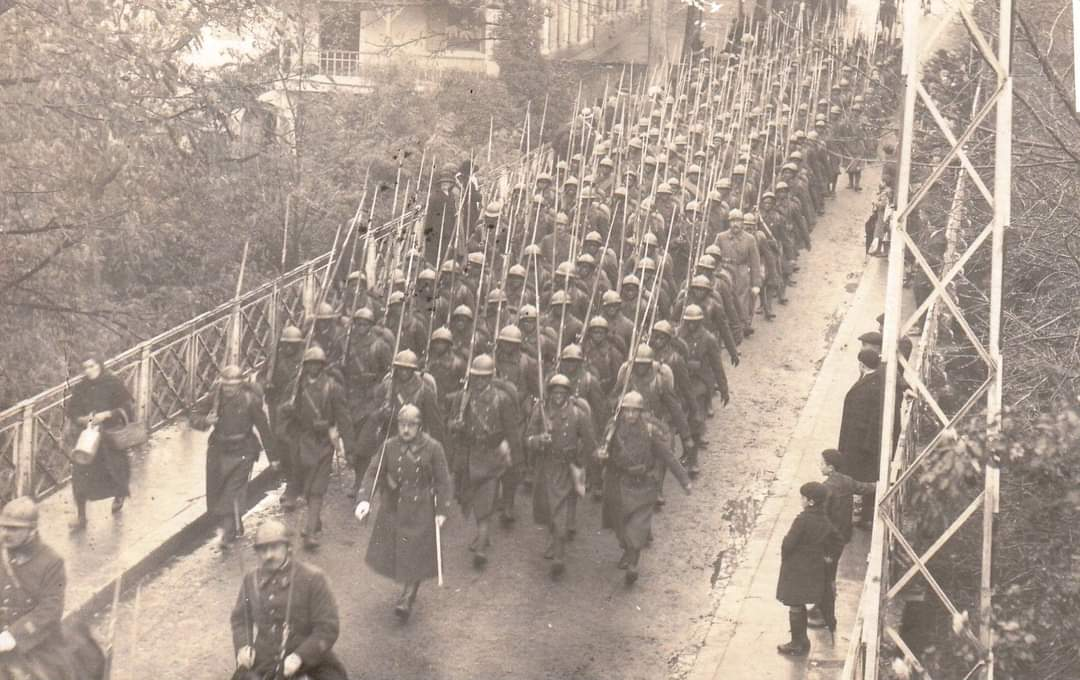
Tirailleurs sénégalais franchissant le pont du lycée.
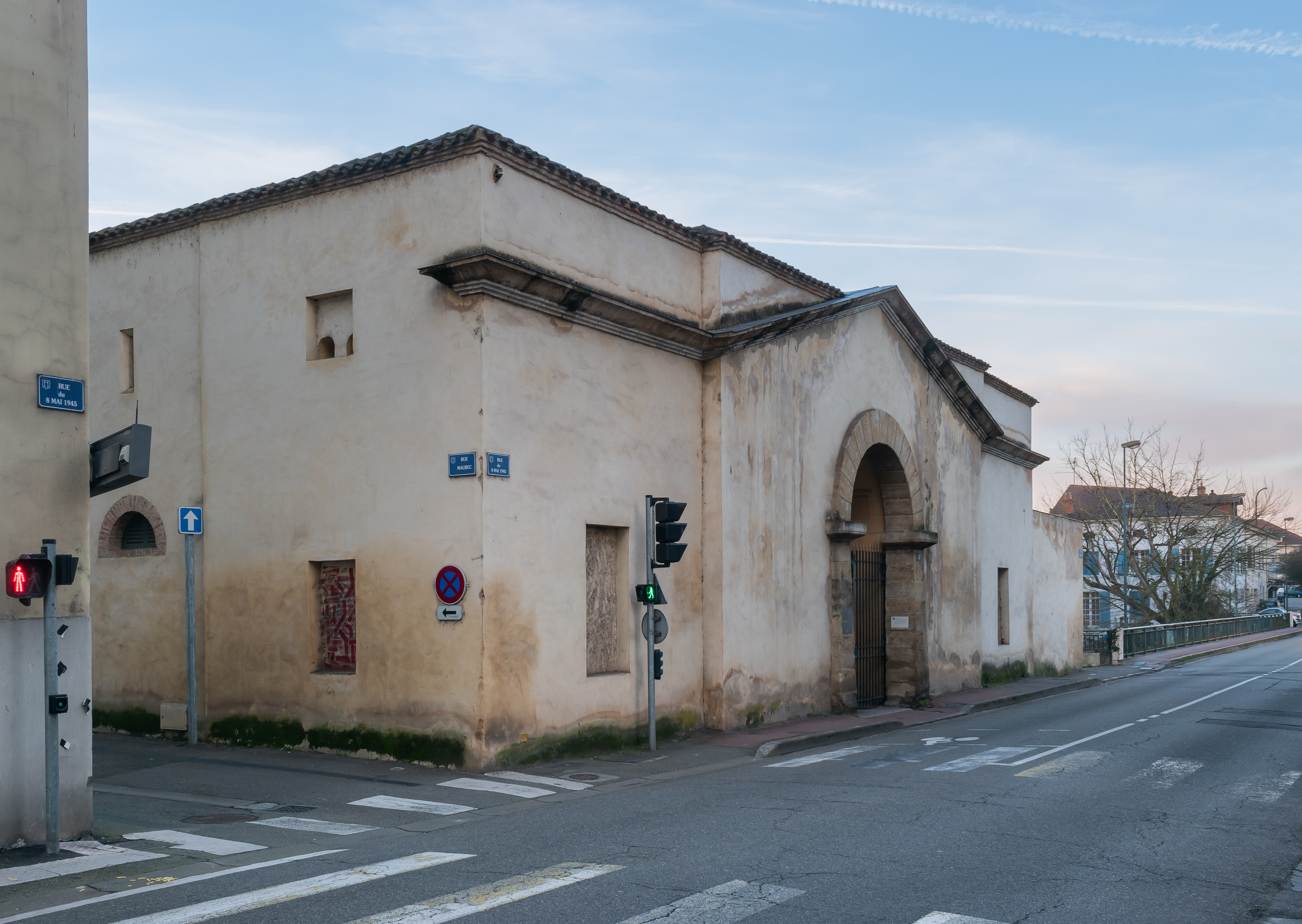
Pont du lycée dans le prolongement des anciennes écuries de la gendarmerie de Mont-de-Marsan, au 4 rue du 8-Mai-1945 à l'angle avec la rue Maubec.